# Bad Reputation (álbum de Thin Lizzy)
Bad Reputation es el octavo álbum de estudio de la banda de hard rock irlandesa Thin Lizzy, lanzado en 1977. Como hacer prever la portada, la mayoría de las pistas solo cuentan con tres cuartos de los miembros de la banda, con el guitarrista Brian Robertson solo tocando en las pistas 3 y 6. Se perdió la mayoría de su anterior gira, después de una lesión y este álbum fue el último en que llegó a participar.
«Dancing in the Moonlight (It's Caught Me in Its Spotlight)» fue un sencillo exitoso en el Reino Unido, llegando al puesto número 14 de la lista de sencillos en septiembre de 1977.

## Canciones
- Todas las canciones compuestas por Phil Lynott, excepto donde se indique lo contrario.

### Cara A
1. "Soldier of Fortune" – 5:18
2. "Bad Reputation" (Brian Downey, Scott Gorham, Lynott) – 3:09
3. "Opium Trail" (Downey, Gorham, Lynott) – 3:58
4. "Southbound" – 4:27

### Cara B
1. "Dancing in the Moonlight (It's Caught Me in Its Spotlight)" – 3:26
2. "Killer Without a Cause" (Gorham, Lynott) – 3:33
3. "Downtown Sundown" – 4:08
4. "That Woman's Gonna Break Your Heart" – 3:25
5. "Dear Lord" (Gorham, Lynott) – 4:26

### Sencillos
- "Dancing in the Moonlight (It's Caught Me in Its Spotlight)" / "Bad Reputation" - 29 de julio de 1977

## Personal
- Phil Lynott – bajo, voz, armónica
- Brian Downey – batería, percusión
- Scott Gorham – guitarra
- Brian Robertson – guitarra líder en pistas 3 y 6, vox box, teclados

Además:
- Mary Hopkin-Visconti – coros en "Dear Lord"
- John Helliwell – saxofón, clarinete